# Marc Nevi
Marc Nevi (en llatí Marcus Naevius) va ser un magistrat i polític romà del segle ii aC. Formava part de la gens Nèvia, una gens romana d'origen plebeu.
Va ser elegit tribú de la plebs a finals de l'any 185 aC per exercir el càrrec durant l'any 184 aC. En iniciar el període i a instigació de Marc Porci Cató, que llavors era censor, va acusar Escipió Africà el Vell d'haver estat subornat a Antíoc III el Gran per obtenir avantatges en els tractats de pau amb els romans. Un fragment del discurs que Escipió va fer en defensa seva, l'ha conservat Aule Gel·li, encara que diu que en una altra versió (o potser en una altra ocasió) els acusadors d'Escipió el Vell van ser uns tribuns anomenats Petilii instigats també per Cató. El resultat final de l'acusació no se sap.